# Eduardo Fragueiro
Eduardo Fragueiro (Posadas, 9 de mayo de 1949 - Posadas, 2 de diciembre de 2014) fue un político argentino, que ocupó el cargo de intendente de Posadas, capital de la provincia de Misiones.

## Carrera
En su juventud estudió abogacía recibiendose con medalla de honor en la Universidad Nacional de Nordeste accediendo al título de abogado, dede joven militó en el Partido Justicialista.
```
Tras la asunción de 
Ramón Puerta
 a su segunda gobernación en 1995, se alineó con él, ocupando varios cargos del gabinete durante sus gobiernos.
```

En 1994 Fragueiro tuvo abandonar su cargo anticipadamente convocado por Rovira, asumiendo al frente del gobierno posadeño por Carlos Eduardo Rovira.
Abogado, recibido en la Universidad Nacional del Nordeste, Fragueiro fue presidente del Centro de Estudiantes de Derecho entre 1969 y 1971; miembro del Secretariado del Sindicato de Luz y Fuerza de Corrientes entre 1971 y 1974, ex revisor de cuentas del Colegio de Abogados de Misiones (1978). Fue presidente del Club Luz y Fuerza de Misiones (1976-1982) y extitular de la Federación Misionera de Básquetbol entre los años 1983 y 2000. Además de desempeñarse como jefe comunal, Fragueiro fue designado por la legislatura omo director del Instituto de la Vivienda de 1995 a 2003. A su vez, estuvo largamente vinculado al Sindicato de Luz y Fuerza de Misiones entre 1976 y 1982.
Durante su gestión se construyó el Paseo Bosetti es una vía de exclusivo uso peatonal enclavada en el centro de Posadas, provincia de Misiones, Argentina, entre la Calle Bolívar y la Calle Buenos Aires, se modernizo los edificios públicos como el Museo Municipal de Bellas Artes Lucas Braulio Areco - Palacio del Mate y comenzó las obras de la Costanera.
Falleció en diciembre de 2014 a los 65 años de edad.